# Мануела Машаду
Марія Мануела Каштру Машаду (порт. Maria Manuela Castro Machado; нар. 9 серпня 1963) — португальська легкоатлетка, яка спеціалізувалася на бігу на довгі дистанції та марафонському бігу.

## Спортивні досягнення
Учасниця трьох олімпійських марафонських забігів, на яких двічі була 7-ю (1992, 1996) та одного разу 21-ю (2000).
Чемпіонка світу з марафонського бігу (1995). Дворазова срібна призерка чемпіонатів світу з марафонського бігу (1993, 1997). Ще у двох марафонах на чемпіонатах світу фінішувала 7-ю (1991, 1999).
Учасниця чемпіонату світу з шосейного бігу на 15 кілометрів (1986), на якому фінішувала 53-ю.
Брала участь у двох чемпіонатах світу з кросу (1992, 1993), на яких найкращим виступом було 40-е місце у 1993.
Дворазова чемпіонка Європи з марафонського бігу (1994, 1998). Фінішувала 10-ю в марафонському бігу на чемпіонаті Європи в Спліті (1990).
Місця у найпрестижніших марафонських забігах:
- 2-е: Нью-Йорк (1995), Лондон (1995);
- 3-є: Лондон (1999);
- 4-е: Бостон (1992, 1993, 1998);
- 6-е: Лондон (1997);
- 10-е: Бостон (1991).

Переможниця Лісабонського марафону (1993). Фінішувала 2-ю на Токійському (1996) та Лісабонському (2000) марафонах.
Чемпіонка Португалії з марафонського бігу (1993) та з шосейного бігу на 15 кілометрів (1997).

## Визнання
- Офіцер ордена інфанта Енріке (1995)
- Кавалер Великого хреста ордена Заслуг (1998)